# Philipp von Foltz
Philipp von Foltz (Bingen am Rhein, 11 mei 1805 – München, 5 augustus 1877) was een Duits schilder. Hij is vooral bekend van zijn schilderij de lijkrede van Perikles.

## Biografie

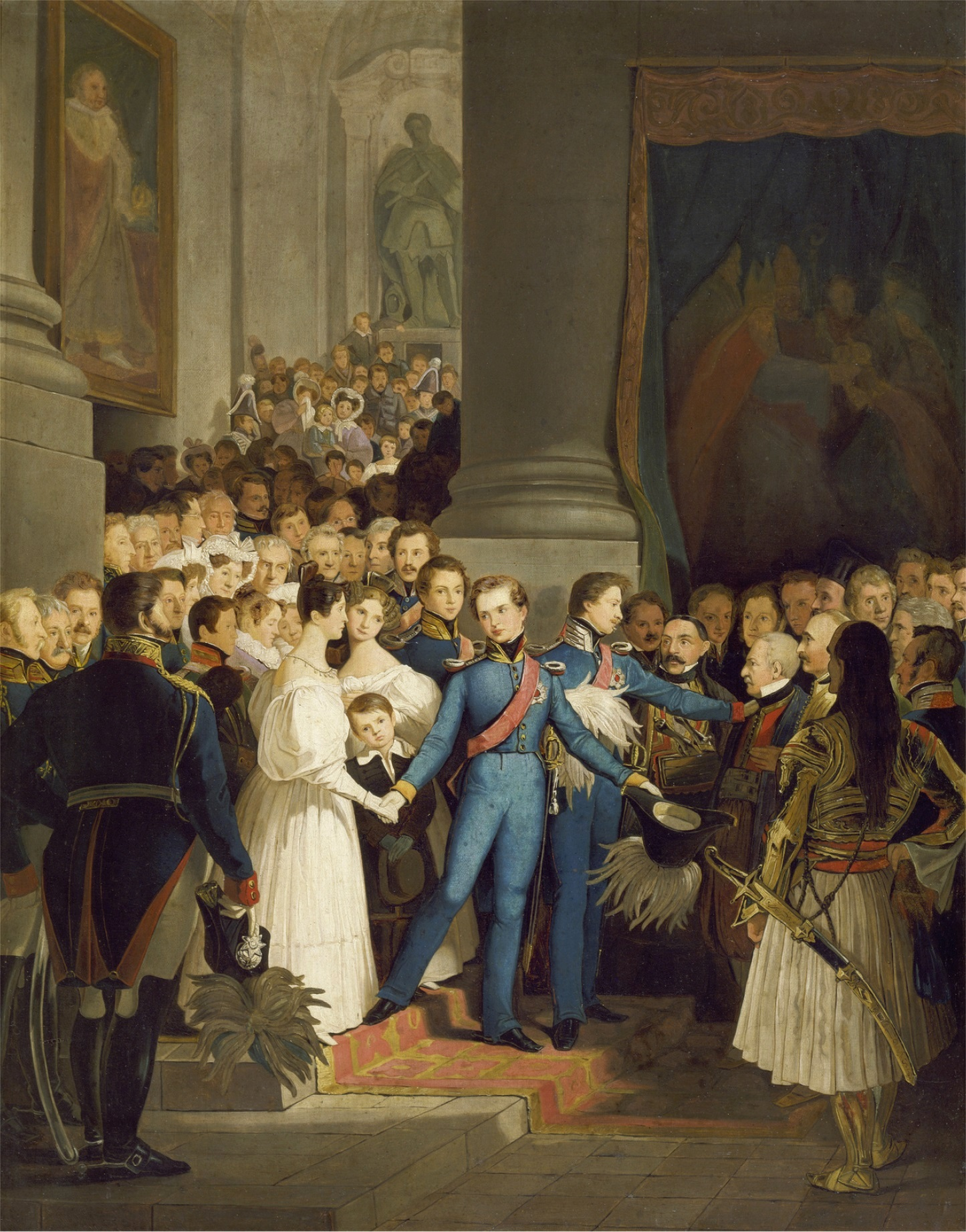
Afscheid van koning Otto I van Griekenland

Zijn vader, Ludwig von Foltz, was eveneens schilder. Philipp leerde van hem de fijne kneepjes van het vak. In 1825 verhuisde hij naar München om te studeren aan de Kunstacademie. Von Foltz studeerde er samen met tijdgenoot Peter von Cornelius. Enige tijd na het begin van zijn studie mocht hij Cornelius assisteren bij het maken van fresco's voor de Glyptothek en Hofgarten.
Rond 1833 assisteerde hij Wilhelm Lindenschmit der Ältere in het nieuwe koninklijk paleis met het maken van muurschilderingen op basis van ballades van Friedrich Schiller. In diezelfde periode maakte hij ook eigen olieverfschilderijen op basis van (historisch) belangrijke figuren, zoals koning Otto I van Griekenland tijdens een afscheid.
In 1835 maakte von Foltz een studiereis naar Rome. Hier maakte hij het inmiddels monumentale schilderij Des Sängers Fluch (De vloek van de zanger). Voor dit schilderij was hij geïnspireerd door een gedicht van Ludwig Uhland. Na zijn terugkeer in München werd hij door koning Maximiliaan II van Beieren benoemd tot professor aan de academie waar hij studeerde. Als blijk van dank maakte hij twee schilderijen voor het Maximilianeum.
Tussen 1865 en 1875 was von Foltz directeur van de koninklijke galerij. Hij kon echter op veel kritiek rekenen, daar velen vonden dat hij de restauratie van de galerij niet goed uitvoerde door discutabele chemische methoden van Max Joseph von Pettenkofer te gebruiken. Ook overschilderde hij sommige doeken.
Von Foltz overleed in 1877 in München.

## Stijl
Von Foltz' schilderijen werden in zijn tijd gezien als historisch juist, maar tegenwoordig juist als conservatief en academisch.

## Persoonlijk
Zijn broer, Ludwig Foltz (1809-1867), was een bekend architect.

## Werken (selectie)
- Des Sängers Fluch
- Demütigung Kaiser Friedrich I. vor dem Herzog Heinrich dem Löwen
- Perikles, von Kleon und seinem Anhang, wegen der Bauten auf der Akropolis von Athen angegriffen
- Jagdgesellschaft von Bayerns König Max II. 1858